# Pseudombrophila theioleuca
Pseudombrophila theioleuca är en svampart som beskrevs av Rolland 1888. Pseudombrophila theioleuca ingår i släktet Pseudombrophila och familjen Pyronemataceae.  Arten är reproducerande i Sverige. Inga underarter finns listade i Catalogue of Life.